# 德垣友子
德垣友子（日语：徳垣 友子，1974年6月6日—），日本女性動畫歌手、音樂劇演員。出身於兵庫縣西宮市。本名相同。舊藝名（日文讀音相同）。
8歲時成為兵庫縣西宮市當地劇團的學生登台演出。1987年，憑藉關西電視台《紅色球鞋》主題曲作為歌手出道。代表歌曲有《三眼神童》片頭曲和《鬥球兒彈平》片頭曲。
1994年加入音樂座，通過STEPS改名後，作為自由音樂劇演員活躍。

## 舞台演出作品
- 綠野仙蹤（奧茲王）
- 木偶奇遇記（皮諾丘）
- 愛麗絲夢遊仙境（柴郡猫）
- 胡桃夾子（摩西林克斯）
- 不要哭泣（日语：泣かないで）〈音樂座（日语：音楽座ミュージカル）公演〉－橫須賀藝術劇場、東京藝術劇場、LOVELY HALL、貝塚市民文化會館、多治見市文化會館（日语：多治見市文化会館）、神奈川縣立青少年中心（日语：神奈川県立青少年センター）、Cosmo Hall、中野Zero、帕德嫩多摩（日语：パルテノン多摩）、靜岡市民會館 等
- 〈音樂座公演〉
- Mademoiselle Mozart（日语：マドモアゼル モーツァルト）〈音樂座公演〉
- 安妮，拿起妳的槍（英语：Annie Get Your Gun）（薇妮）－新宿芝麻劇場、中日劇場
- 42ND STREET－日生劇場（日语：日生劇場）
- Shocking！Shopping！（伊斯特）－蘋果劇院（日语：シアターアプル）、札幌太陽廣場（日语：札幌サンプラザ）、電力劇院（仙台）、近鐵小劇場（日语：近鉄劇場）、名古屋市公會堂（日语：名古屋市公会堂）、新神戶東方劇場（日语：新神戸オリエンタル劇場）、宇奈月國際會館塞勒涅（富山）、電氣劇場（福岡）、Kameariririo Hall
- 羅馬假期（法蘭雀絲卡、來賓、街頭路人、客人）－青山劇場（日语：青山劇場）、劇場飛天（日语：梅田芸術劇場）、中日劇場、博多座
- 卡門（女工、村莊女子、吉普賽人）－青山劇場
- Eve!!－新神戶東方劇場、米爾帕克福岡 郵便儲金會館、JMS Aster Plaza、名古屋市公會堂、東京藝術劇場中庭
- 羅馬假期（秘書Recaldi B、來賓、街頭路人、客人）－帝國劇場
- THE KITCHIN－世田谷公共劇場（日语：世田谷パブリックシアター）
- 大家都說我愛你（英语：Everybody Says I Love You）－Art Sphere（日语：天王洲銀河劇場）
- L'AVENTURE／睡蓮之夢－三百人劇場（日语：三百人劇場）
- 伊麗莎白（女官、娼婦瑪莉、市民）－帝國劇場、中日劇場、梅田芝麻劇場（日语：梅田芸術劇場）、博多座
- MOZART！－帝國劇場
- 泰爾親王佩利克爾斯－彩之國埼玉藝術劇場（日语：彩の国さいたま芸術劇場）、Theater Drama City（日语：梅田芸術劇場）
- 海達·蓋伯勒（英语：Hedda Gabler）（海達·泰斯曼）－東京勞音R's Art
- 阿國
- 紫屋魔戀（英语：The Witches of Eastwick (film)）－帝國劇場
- 演劇俱樂部『座』（日语：演劇倶楽部『座』） 朗誦劇「野菊之墓（日语：野菊の墓）」－全國巡迴
- 跳舞的吸血鬼（日语：ダンス・オブ・ヴァンパイア）－帝國劇場
- 婚禮歌手（琳達）－日生劇場

## 代表歌曲
除非另有說明，均由日本古倫美亞發行。
- 電視系列
  - （《綠野仙蹤》插入歌，1987年1月21日發行，CAK-808）
  - （《紅色球鞋（日语：赤いバッシュ!）》片頭曲、1987年11月1日發行，AH-883）
  - Jumpin’Heart（《紅色籃球鞋》插入歌，1987年11月1日發行，AH-883）
  - （來自，1987年11月21日發行，CK-799／CFK-607）
  - （來自，1987年11月21日發行，CK-799／CFK-607）
  - （《魔動王》片尾曲，1989年4月21日發行，CK-833／CC-8204）
  - （《魔動王》插入歌，1989年8月1日發行，CC-3769／CAY-924）
  - （《森林大帝 (1989年版)》片尾曲，1989年10月21日發行，CC-8334）
  - （《三眼神童》片頭曲，1990年11月1日發行，CODC-8602／COSC-93）
  - （《三眼神童》插入歌，1991年2月21日發行，COCC-7245／COTC-1494）
  - （《鬥球兒彈平》片頭曲，1991年11月1日發行，CODC-8927）
  - （《鬥球兒彈平》插入歌，1992年3月27日發行，COCC-9746）
  - （《言出必行三姐妹》片頭曲，1993年2月21日發行，FMDC-503）[注 1]
  - Today is the day（《言出必行三姐妹》英語版片頭曲）

- 錄影帶作品
  - （插入歌）
  - （《心》插入歌）
  - （插入歌）

- 音樂錄影帶
  - （電影動畫片尾曲，1990年7月21日發行，CODC-6550）
  - （》插入歌，1990年7月21日發行，CODC-6550）

## 電視節目
- （日本電視台系列，與水島裕共同主持）

## 腳註

## 外部連結
- （日語）－德垣友子的官方個人部落格。